# Янгузей
Янгузей — гора в хребте Ирендык. Административно находится в Баймакском районе.
На Ирендыке есть вершины «Кынгыр-таш» (колокольня), гора Янгузяй — (Йэн кузетеу), Карауыл тау (Дозорная). По преданию, на них стояли дозорные и в случае приближения большой опасности зажигали сигнальные костры, тем самым давая понять о приближении вражеских сил.
В честь горы назван фольклорный коллектив «Янгузей».